# Стреляй немедленно!
«Стреляй немедленно!» — российско-украинский телевизионный художественный кинофильм, снятый в 2007 году на Одесской киностудии. Альтернативное название фильма — «К барьеру!».
В основу сюжета лёг водевиль русского писателя Антона Павловича Чехова «Медведь», перенесённый в наши дни. Фильм снят в Одессе. Премьера — 5 января 2009 года (Россия — РТР).

## Сюжет
Главный герой — Григорий Смирнов, начальник одного из отделов в крупном банке. Он, вернувшись из командировки раньше намеченного срока, приходит в ярость, увидев любовника, и немедленно требует от жены развода. Начальник банка требует от него немедленно разобраться со всеми долгами по крупным кредитам, сделать это нужно успеть до наступления Нового года.

## В ролях
В фильме снимались:
- Юрий Степанов — Григорий Степанович Смирнов
- Ольга Красько — Елена Ивановна Попова
- Богдан Ступка — директор банка
- Ирина Токарчук — горничная Лукинична
- Георгий Делиев — продавец в оружейном магазине
- Игорь Сербин — Николай Михайлович Попов
- Наталья Бузько — горничная одного из клиентов банка
- Лилия Данич — Снегурочка
- Егор Крутоголов — Степан, слуга Смирнова
- Евгений Паперный — попутчик Смирнова в поезде

## Съёмочная группа
- Режиссёр-постановщик — Виллен Новак;
- Сценарист — Татьяна Гнедаш;
- Композитор — Сергей Дмитриев.
- Оператор-постановщик — Александр Вотинов, Валерий Махнёв;
- Художник — Александр Батенев.

## Видеоиздания
В 2008 год фильм был выпущен на DVD-диске компанией «Видео-Лэнд».